# Санвальд, Рудольф
Рудольф Санвальд (нем. Rudolf Szanwald; 6 июля 1931, Вена — 2 января 2013, там же) — австрийский футболист, вратарь.

## Клубная карьера
В профессиональном футболе дебютировал в 1951 году выступлениями за клуб «Винер Шпорт-Клуб», в котором провел пятнадцать сезонов, приняв участие в 300 матчах чемпионата.
В течение сезона 1966-1967 годов защищал цвета команды клуба «Аустрия» (Клагенфурт). Завершил профессиональную игровую карьеру в клубе «Аустрия», за которую выступал на протяжении 1967-1970 годов.

## Карьера в сборной
В 1955 году дебютировал в официальных матчах в составе национальной сборной Австрии. В течение карьеры в национальной команде, которая длилась 10 лет, провел за главную команду страны 12 матчей.
В составе сборной был участником чемпионата мира 1958 года в Швеции.